# Décret du 4 avril 1792
Décret du 15 mai 1791 Décret d'abolition de l'esclavage du 29 août 1793
Le décret du 4 avril 1792 est un décret de la période de monarchie constitutionnelle du Royaume de France accordant l'égalité de droit des gens de couleur libres avec les colons.
Ce décret d'une portée limitée ne vient pas satisfaire les revendications plus larges d'abolition de l'esclavage.

## Contexte
D’après le Code noir, étant libres, les « libres de couleur » devraient jouir des mêmes droits que les colons et leurs descendants, mais le préjugé de couleur faisait d'eux de facto la cible de discriminations par les colons blancs, soucieux de préserver l’ordre social esclavagiste. Ainsi, alors que les colons réclamaient une représentation parlementaire incluant les libres de couleur dans le décompte de la population, ils souhaitent que les seuls Blancs soient éligibles. Celui conduit les gens de couleurs libres à rédiger une pétition en septembre 1789. Les revendications des libres de couleurs sont combattues par Antoine Barnave et le Club de l'hôtel de Massiac.
Une insurrection des libres de couleur à la fin de l'année 1790 à Saint-Domingue échoue et son meneur Vincent Ogé est roué en place publique le 25 février 1791. En réaction, les partisans de l’égalité parviennent à imposer le 15 mai 1791 que les libres de couleur nés de père et mère libres, très peu nombreux, puissent être considérés comme citoyens. Cette mesure pourtant limitée est cependant abrogée le 24 septembre 1791, ce qui renforce les partisans d'insurrections aux colonies.
L’annonce de l’insurrection des esclaves du Nord de Saint-Domingue et la présence à l’Assemblée législative de membres influents de la Société des Amis des Noirs comme Jacques Pierre Brissot relance le débat sur la citoyenneté des gens de couleur libres. Le 1er décembre 1791, Brissot affirme que « la cause des hommes de couleur est donc la cause des patriotes et de l’ancien Tiers État, du peuple, enfin, si longtemps opprimé […] les hommes de couleur qui réclament l’égalité des droits politiques avec les blancs, leurs frères, sont presque tous, comme eux, libres, propriétaires et contribuables ». Dans ce contexte, après le vote de 28 mars 1792 de l'Assemblée nationale législative, le roi Louis XVI promulgue le 4 avril 1792 le décret qui reconnaît l’égalité des droits pour les gens de couleur libres. 
Membre du nouveau comité des colonies de la Législative, c'est Julien Raimond qui en propose la rédaction.  
Pour l'historien Frédéric Régent, le conflit reprend dans une nouvelle configuration opposant les « petits blancs » radicaux de Port-au-Prince aux libres de couleur alliés aux aristocrates. Le 21 novembre 1791, des affrontements ont lieu à Port-au-Prince : 800 maisons sont détruites par un incendie dont les deux camps s'accusent d'être à l'origine. 
En 1792, l’installation de la nouvelle Assemblée Législative change les rapports de force car elle ne compte pas de représentant des colonies alors que la Société des amis des Noirs peut compter sur l'abbé Grégoire et Jacques Pierre Brissot qui fait voter le principe d’égalité des libres de couleur le 28 mars 1792, promulgué par le décret du 4 avril. La mesure sera appliquée dans les colonies, sauf à l’île Bourbon, où les planteurs parviennent à l'entraver. 
Le 27 mai 1792, l’assemblée coloniale de Saint-Domingue se déclare en faveur des dispositions promulguées le 4 avril 1792, tout comme les  assemblés coloniales de Guadeloupe et de la Martinique, les 31 mai 1792 et 3 juin 1792. Cette acceptation s’explique par la victoire militaire des libres de couleur, parachevée, en juillet 1792, par la prise aux « petits blancs radicaux » de Port-au-Prince par une coalition formée de libres de couleur, d’aristocrates et dirigée par le gouverneur Blanchelande. Le 5 juillet 1792, l’assemblée provinciale de l’Ouest fait savoir qu’elle a promulgué la loi dès son arrivée officielle.
Bien que la persistance de l'esclavage colonial soit en contradiction avec les principes d'égalité porté par la Déclaration des droits de l'homme et du citoyen du 26 août 1789, le décret ne vient pas abolir l'esclavage mais poser le seul principe d'égalité pour les  « libres de couleur ». 
La timide avancée du décret du 4 avril 1792 ne vient pas tarir les revendications d'abolition de l'esclavage qui sera effective par le décret d'abolition de l'esclavage du 4 février 1794. 
Sans percevoir ces limites de Maximilien Robespierre salue en mai 1792 la portée et la détermination dont le groupe girondin  a fait preuve à l'assemblée législative.  Ce groupe était personnifié par Brissot, Condorcet, Vergniaud, Guadet, Gensonné .